# Mayeum Choying Wangmo Dorji
Mayeum Choying Wangmo Dorji (Gangtok, 1897 – Kalimpong, 26 marzo 1994) è stata una principessa sikkimese.

## Biografia
Choying nacque a Gangtok nel 1897, ultimogenita di Thutob Namgyal e di Yeshay Dolma. Ricevette sia un'educazione monastica, nei suoi primi anni di vita, che di stampo moderno.
Fu molto religiosa e possedeva conoscenze versatili sulle culture del Tibet e del Sikkim, oltre ad essere appassionata di storia e cultura del Bhutan.
Il 5 aprile del 1918 sposò presso la Bhutan House di Kalimpong il raja Sonam Topgay Dorji; una dei suoi figli, Kesang Choden, la rese bisnonna del futuro re Jigme Khesar Namgyel Wangchuck.
Nel 1947 disegnò la prima versione della bandiera nazionale bhutanese.
Fu impegnata nelle attività organizzative dell'Istituto di Ricerca di Tibetologia del Sikkim, dove dal 1964 al 1965 ricoprì la carica di vice presidente del consiglio generale. Costruì alcuni templi e finanziò i riti e le ristrutturazioni dei monasteri, promuovendo anche il Buddismo Mahāyāna. Morì alla Bhutan House nella notte del 26 marzo 1994, all'età di 97 anni.

## Cariche
- Presidente del Consiglio per l'Istruzione del Sikkim.[1]

## Discendenza
Mayeum Choying Wangmo Dorji e Sonam Topgay Dorji ebbero tre figli e due figlie:
- Jigme Palden Dorji (1919-1964);
- Tashi Dorji (1929);
- Kesang Choden (1930);
- Ugyen Dorji (1933-2006);
- Lhendup Dorji (1935-2007).

## Titoli e trattamento
- Rani Choying Wangmo;[1]
- Sua Altezza Reale, Mayeum Choying Wangmo Dorji (in Bhutan).[1]

## Ascendenza
|                             |     |                                          | Genitori         |  |  | Nonni |  |  | Bisnonni        |  |  | Trisnonni           |  |
|                             |     |                                          |                  |  |  |       |  |  | Tenzing Namgyal |  |  | Phuntsog Namgyal II |  |
|                             |     |                                          |                  |  |  |       |  |  | Tenzing Namgyal |  |  | Phuntsog Namgyal II |  |
|                             |     | Una figlia di Deba Shamsher Khiti Phukpa |                  |  |  |       |  |  | Tenzing Namgyal |  |  |                     |  |
| Tsugphud Namgyal            |     |                                          |                  |  |  |       |  |  | Tenzing Namgyal |  |  |                     |  |
|                             |     | Anyo Karwang                             | Chandzod Karwang |  |  |       |  |  |                 |  |  |                     |  |
|                             |     | Anyo Karwang                             | Chandzod Karwang |  |  |       |  |  |                 |  |  |                     |  |
|                             |     | Anyo Karwang                             | ...              |  |  |       |  |  |                 |  |  |                     |  |
| Thutob Namgyal              |     | Anyo Karwang                             |                  |  |  |       |  |  |                 |  |  |                     |  |
|                             |     | ...                                      | ...              |  |  |       |  |  |                 |  |  |                     |  |
|                             |     | ...                                      | ...              |  |  |       |  |  |                 |  |  |                     |  |
|                             |     | ...                                      | ...              |  |  |       |  |  |                 |  |  |                     |  |
| Maharani Menchi             |     | ...                                      |                  |  |  |       |  |  |                 |  |  |                     |  |
|                             |     | ...                                      | ...              |  |  |       |  |  |                 |  |  |                     |  |
|                             |     | ...                                      | ...              |  |  |       |  |  |                 |  |  |                     |  |
|                             |     | ...                                      | ...              |  |  |       |  |  |                 |  |  |                     |  |
| Mayeum Choying Wangmo Dorji |     | ...                                      |                  |  |  |       |  |  |                 |  |  |                     |  |
|                             | ... |                                          |                  |  |  |       |  |  |                 |  |  |                     |  |
|                             |     |                                          |                  |  |  |       |  |  |                 |  |  |                     |  |
|                             |     |                                          |                  |  |  |       |  |  |                 |  |  |                     |  |
| Shiafe Uthok                |     |                                          |                  |  |  |       |  |  |                 |  |  |                     |  |
|                             |     | ...                                      | ...              |  |  |       |  |  |                 |  |  |                     |  |
|                             |     | ...                                      | ...              |  |  |       |  |  |                 |  |  |                     |  |
|                             |     | ...                                      | ...              |  |  |       |  |  |                 |  |  |                     |  |
| Yeshay Dolma                |     | ...                                      |                  |  |  |       |  |  |                 |  |  |                     |  |
|                             |     | ...                                      | ...              |  |  |       |  |  |                 |  |  |                     |  |
|                             |     | ...                                      | ...              |  |  |       |  |  |                 |  |  |                     |  |
|                             |     | ...                                      | ...              |  |  |       |  |  |                 |  |  |                     |  |
| ...                         |     | ...                                      |                  |  |  |       |  |  |                 |  |  |                     |  |
|                             |     | ...                                      | ...              |  |  |       |  |  |                 |  |  |                     |  |
|                             |     | ...                                      | ...              |  |  |       |  |  |                 |  |  |                     |  |
|                             |     | ...                                      | ...              |  |  |       |  |  |                 |  |  |                     |  |
|                             |     | ...                                      |                  |  |  |       |  |  |                 |  |  |                     |  |

## Onorificenze

### Onorificenze sikkimesi
- Medaglia dell'Incoronazione (4 aprile 1956)[1]